# Réformes provinciales de Pierre Ier

Les réformes provinciales de Pierre Ier le Grand, tsar — par la suite empereur — de Russie sont des réformes du gouvernement local du pays en 1708, 1715 et 1719. Jusqu'en 1708, le territoire du tsarat de Russie était divisé en ouïezd et autres subdivisions de tailles et statuts différents, héritières des anciennes terres princières, apanages, ordres, etc.

## Création des gouvernements

Carte des gouvernements de 1708.

Le 18 décembre 1708 (29 décembre dans le calendrier grégorien), Pierre Ier publie un oukase divisant le territoire russe en 8 gouvernements.  
- Gouvernement de Moscou avec 39 villes dirigées par Tikhon Nikititch Strechnev ;
- Gouvernement d'Ingrie (plus tard de Saint-Pétersbourg) avec 29 villes dirigées par Alexandre Danilovitch Menchikov ;
- Gouvernement de Kiev avec 56 villes, dirigée par Dmitri Mikhaïlovitch Golitsyne ;
- Gouvernement de Smolensk avec 17 villes dirigées par Piotr Samoïlovitch Saltykov ;
- Gouvernement d'Arkhangelogorod avec 20 villes dirigées par Piotr Alekseïevitch Golitsyne ;
- Gouvernement de Kazan avec 71 villes, dirigée par Piotr Matveïevitch Apraksine ;
- Gouvernement d'Azov avec 77 villes, dirigée par Fiodor Apraxine ;
- Gouvernement de Sibérie avec 30 villes dirigées par Matveï Petrovitch Gagarine.

Le territoire des gouvernements était assez étendu. Par exemple, le gouvernement de Moscou comprenait les oblasts modernes de Moscou, de Kalouga, de Toula, de Riazan, de Vladimir, de Kostroma et une partie de l'oblast moderne de Iaroslavl.
Par la suite, Pierre créa trois gouvernements supplémentaires, de Riga, Astrakhan et Nijni Novgorod, et supprima celui de Smolensk, dont le territoire est réparti entre les gouvernements de Moscou et de Riga.
Cinq des dix gouvernements : Ingrie, Riga, Arkhangelogorod, Azov et Astrakhan étaient côtiers et des régions éloignées de la mer leur étaient attribuées. Cela a été fait pour que les recettes fiscales de ces régions soutiennent la flotte (dans le même but, 25 villes et comtés ont été affectés au transport des arbres). La Petite Russie avait son propre hetman, mais il y avait des garnisons russes dans les villes de la région et militairement la région était gouvernée par un gouverneur russe.

## Réforme provinciale de 1719
Le 26 novembre 1718 (7 décembre dans le calendrier grégorien), le tsar Pierre approuva la décision du Sénat d'introduire le modèle d'administration régionale suédoise en Russie. Le 29 mai 1719, le tsar Pierre ordonna la création du gouvernement d'Estonie sur le territoire de l'Estonie suédoise conquise et des provinces (ru) suivantes dans d'autres gouvernements:
1. Dans le gouvernement d'Arkhangelogorod : provinces d'Arkhangelogorod, Galitch, Oustioug, Vologda ;
2. Dans le gouvernement d'Azov : provinces de Bakhmout, Ielets, Chatka, Tambov, Voronej ;
3. Dans le gouvernement de Kazan : provinces de Kazan, Penza, Sviajsk, Oufa ;
4. Dans le gouvernement de Kiev : provinces de Belgorod, Kiev, Orla, Seva ;
5. Dans le gouvernement de Moscou : provinces de Iouriev-Polski, Kalouga, Kostroma, Moscou, Pereslav-Zalesski, Riazan, Pereïaslav, Souzdal, Toula, Vladimir ;
6. Dans le gouvernement de Nijni Novgorod : provinces d'Alatyr, Arzamas, Nijni Novgorod ;
7. Dans le gouvernement de Riga : provinces de Riga, Smolensk ;
8. dans le gouvernement de Saint-Pétersbourg : provinces de Beloozero, Iaroslavl, Narva, Novgorod, Pochekhon, Pskov, Saint-Pétersbourg, Tver, Ouglitch, Velikié Louki, Vyborg ;
9. Dans le gouvernement de Sibérie : provinces de Solikamsk, Tobolsk, Viatka.

Après la fondation de l'Empire russe en 1721, le nombre de gouvernements et de provinces a changé plusieurs fois. Sous le règne de Catherine II en 1775, la division des gouvernements en provinces fut abolie et la création de vice-royautés commença.

## L'importance de la réforme provinciale de Pierre le Grand
La réforme provinciale de Pierre Ier a donné à la vie étatique de la Russie un caractère bureaucratique de type européen occidental. La réforme a joué un rôle important dans la victoire dans la guerre du Nord de 1700-1721 et a défini la séparation des pouvoirs judiciaires et administratifs, de la fonction militaire et civile. Cependant, le nombre de fonctionnaires a considérablement augmenté, et donc les coûts de leur entretien, bien qu'ils soient nettement inférieurs à ceux de la Suède.